# 트레스 올리보스역
트레스 올리보스 역(스페인어: Fuencarral)은 마드리드 지하철 10호선의 역이다. 푸엥카랄엘파르도 구의 발베르데 지역에 위치해 있으며, M607 고속도로와 레타블로 데 멜리센드라 도로가 만나는 교차로 지하에 자리잡고 있다. 요금구역상으로는 A구역에 속한다.
역 내부는 2개 층으로 된 구조이며, 지상의 대합실과 승강장으로 나뉘어 있다. 에스컬레이터와 엘레베이터가 설치되어 있어 장애인의 접근성을 높였다.

## 역사
2007년 4월 26일 10호선 북부 구간 연장개통과 함께 문을 열었다. 이 역을 기준으로 오스피탈 인판타 소피아 역까지의 구간은 '메트로노르테' (MetroNorte)라 불리며, 나머지 구간에 해당되는 본선과는 별도로 취급된다. 이 때문에 메트로노르테 구간에서 본선으로 넘어가거나 그 반대의 경우라면 트레스 올리보스 역에서 반드시 열차를 갈아타야 한다.

## 환승 정보
역 주변에 시내버스 정류장이 두 곳 있다.
버스
- 시내버스
  - 66, 137번 버스 (주간)

지하철
| 마드리드 지하철                     | 마드리드 지하철        | 마드리드 지하철         |
| ----------------------------------- | ---------------------- | ----------------------- |
| 몬테카르멜로 오스피탈 인판타 소피아 | 마드리드 지하철 10호선 | 베고냐 푸에르타 델 수르 |